# 倪波
倪波（1989年5月4日—），是一名中国足球运动员，司职后卫，現效力中甲球隊武汉卓尔。

## 俱乐部生涯
倪波出身于武汉光谷青年队，曾在2008年获得全国预备队联赛冠军。2009年初，倪波前往中国足球超级联赛球队广州医药试训，并在日之泉杯等季前友谊赛中出场，得到球队主教练沈祥福的认可。2009年6月，他自由转会加盟广州医药，身披30号球衣。 但2009赛季并没有得到出场机会。
2010年，广州队因涉嫌假球案件被罚降入中甲联赛，球队大量主力出走，倪波也开始得到上场机会。5月1日，倪波在广州恒大主场1比0击败安徽九方的比赛中替补胡兆军出场，完成职业生涯的处子秀。 5月7日，倪波客场挑战上海东亚的比赛中替补比奇出场，并在第77分钟为郜林贡献一次助攻，帮助球队3比1击败对手。5月15日，倪波在主场3比1击败北京八喜的比赛中第三次代表球队出场，但表现一般，他在81分钟替补彭绍雄出场，在91分钟被戴宪荣换下，赛后表现也受到球队主教练李章洙的批评。 之后倪波因膝盖韧带断裂，伤停4个月，仅在联赛倒数第二轮客场5比0击败南京有有的比赛中替补卢琳出场。赛季出场4次，没有进球，跟随球队升回中超联赛。倪波因膝伤困扰于2011年4月接受手术治疗，在2011赛季都未能得到出场机会。2013年7月10日，他在2013年中国足协杯第四轮替补出场并梅开二度，第一次代表广州恒大在正式比赛中取得进球，帮助球队7比1击败中乙联赛球队大理锐龙。2014年2月，在广州恒大未能得到出场机会的倪波租借加盟中甲球队沈阳中泽。
2016年下半年，倪波加盟广州富力与富力部分球员组成“R&F富力”参加2016-17赛季的港超联赛。
2017年1月21日，效力於港超R&F富力的倪波正式加盟中甲武漢卓爾，成為第一位通過R&F富力征戰港超聯賽的平台獲得機會成功轉會中超/中甲球队的球員。